# Roodharigendag

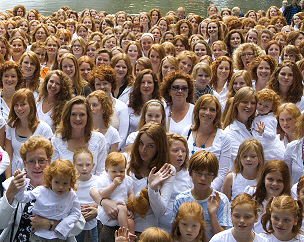
Roodharigendag, September 2007

Roodharigendag (svenska: rödhårigdagen) är en årlig festival i nederländska Tilburg (till och med 2018 i Breda). Den startades av målaren Bart Rouwenhorst år 2005 då han fick över 150 svar på en annons efter rödhåriga kvinnor att stå modell och en sammankomst organiserades där modellplatserna lottades ut vilken i sin tur i utvecklades till ett årligen återkommande evenemang. År 2017 hade festivalen vuxit till cirka fem tusen deltagare från 80 länder. Ett antal liknande festivaler organiserades i Irland, London, Portland, Chicago och Georgia.